# Wladimir Yordanoff
Wladimir Yordanoff, bolgárul: Владимир Йорданов (Chatou, 1954. március 28. – 2020. október 6.) bolgár származású francia színész.

## Fontosabb filmjei
Mozifilmek
- Józan őrület (Heller Wahn) (1983)
- Eszelős szerelem (L’amour braque) (1985)
- Ördögök (Les possédés) (1988)
- Vincent és Theo (Vincent & Theo) (1990)
- Az érzelmes bérgyilkos (Cible émouvante) (1993)
- Családi ünnep (Un air de famille) (1996)
- Ízlés dolga (Le goût des autres) (2000)
- Háromszoros visszavágó (3 zéros) (2002)
- Lakótársat keresünk (L’auberge espagnole) (2002)
- Férfitársaságban (En jouant 'Dans la compagnie des hommes') (2003)
- Tök jóképű vagy! (Je vous trouve très beau) (2005)
- Az ezredes (Mon colonel) (2006)
- Igen, akarom? (Prête-moi ta main) (2006)
- A sündisznó (Le hérisson) (2009)
- Pauline nyomoz (Pauline détective) (2012)
- Tiszt és kém – A Dreyfus-ügy (J'accuse) (2019)

Tv-filmek
- A tengerpart hölgyei (Les dames de la côte) (1979)
- Szerelmek nyomában (Deux amies d'enfance) (1983)
- August Strindberg – Életjáték (August Strindberg: Ett liv) (1985)
- Pékmesterek (Les maîtres du pain) (1993)
- Colette, egy szabad asszony (Colette, une femme libre) (2004)
- Egy asszony élete (Une vie) (2005)

Tv-sorozatok
- A forradalom alsószoknyái (Les jupons de la révolution) (1989, egy epizódban)